# UFC Fight Night: Burns vs. Brady
UFC Fight Night: Burns vs. Brady (también conocido como UFC Fight Night 242, UFC on ESPN+ 100, y UFC Vegas 97) fue un evento de artes marciales mixtas producido por Ultimate Fighting Championship llevado a cabo el 7 de septiembre de 2024 en las instalaciones de UFC Apex en Las Vegas, Nevada, Estados Unidos.

## Antecedentes
Una pelea de peso welter entre el ex retador al Campeonato de Peso Welter de UFC Gilbert Burns y Sean Brady encabezó el evento.

## Bonificaciones
Los siguientes peleadores recibieron bonos de $50.000.
- Pelea de la Noche: Natália Silva vs. Jéssica Andrade
- Actuación de la Noche: Steve Garcia y Cody Durden